# Three Tobacco Tags

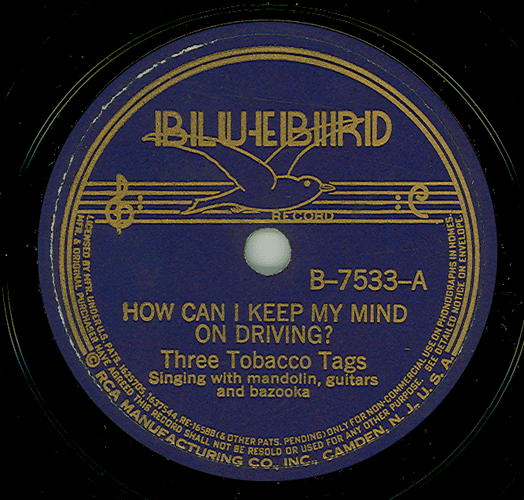
How Can I Keep My Mind on Driving?, 1938

Die Three Tobacco Tags, später auch nur Tobacco Tags, waren eine US-amerikanische Old-Time-Band aus North Carolina.

## Karriere
Die Tobacco Tags wurden 1931 von Henry Luther „Luke“ Baucom (* 18. Dezember 1902) aus dem McDowell County und Edgar Reid Summey (* 9. Juni 1903) aus dem Gaston County gegründet. Im Mai 1931 fand dann Samuel Lee Pridgen (* 13. Februar 1910) aus Henderson zur Gruppe. Mit der Aufnahme von Pridgen begannen die Tobacco Tags, ihre Musik über den Sender WPTF in Raleigh in ihrer Show The Songs of the Tobacco Tags zu spielen. Ihr Repertoire war ein Mix aus Novelty und sentimentalen Titeln.
Ab 1936 war die Band jeden Tag bei WPTF zu hören. Pridgen, der zu den Swing Billies gewechselt war, wurde durch George Wade an der Mandoline ersetzt. Bereits 1932 hatte die Gruppe erste Aufnahmen für Champion Records gemacht und durch ihre Popularität bekamen die Tobacco Tags nun die Chance, bei Bluebird Records Songs einzuspielen, was sie bis in die 1940er-Jahre hinein auch taten. 1938 wurde die Gruppe um zwei ehemalige Swing-Billies-Mitglieder erweitert, während George Wade wieder ausstieg. Auf einer ihrer Bluebird-Sessions begleitete die Band auch den Mundharmonika-Virtuosen Gwen Foster bei seinen letzten Aufnahmen, darunter eine Version des Side Line Blues.
Ende der 1930er- und Anfang der 1940er-Jahre waren die Tobacco Tags nach Richmond, Virginia, gezogen, wo sie auf WRVA auftraten und dem Ensemble von WRVAs erfolgreichem Old Dominion Barn Dance angehörten.
Die Tobacco Tags trennten sich 1949. Luther Baucom starb 1968.

## Diskographie
Diskographie ist nicht vollständig. Alle Bluebird-Singles wurden auch bei Montgomery Ward veröffentlicht.
| Jahr             | Titel                                                           | #       | Anmerkungen |
| ---------------- | --------------------------------------------------------------- | ------- | ----------- |
| Bluebird Records |                                                                 |         |             |
| 1938             | Be Good Baby / Good Gal, Remember Me                            | BB-7482 |             |
| 1938             | How Can I Keep My Mind on Driving? / Never Was a Married Man    | BB-7533 |             |
|                  | Who's Sorry Now / Wild Bill Jones                               | BB-8365 |             |
|                  | I'll Get a Pardon in Heaven / Sunset on the Prairie             | BB-8396 |             |
|                  | My Own Iona / I'm Sorry It Ended This Way                       | BB-8420 |             |
|                  | Sweethearts Forever / Pagan Love Song                           | BB-8496 |             |
| 1940             | Let Us All Stay At Home / A Paper of Pins                       | BB-8538 |             |
|                  | With a Pal Like You / Rock Me to Sleep In the Old Rocking Chair | BB-8572 |             |
|                  | Midnight On the Stormy Deep / Hawaiian Melody                   | BB-8603 |             |
|                  | I Saw Your Face in the Moon / Just Plain Folks                  | BB-8647 |             |
|                  | Best Girl of All / You Didn't Mean It                           | BB-8855 |             |
|                  | Gypsy's Warning / Anna from Indiana                             | BB-8942 |             |
|                  | Little Rose Covered Garden / Little Red Piggie                  | BB-8995 |             |